# Records Eredivisie seizoen 2010/11
Hier staan noemenswaardige records van de Eredivisie gedurende het seizoen 2010/2011.

## Wedstrijden
- Meest doelpuntrijke wedstrijd in de Eredivisie: PSV - Feyenoord (10-0)
- Meest doelpuntrijke gelijkspel in de Eredivisie: Willem II - FC Utrecht  (3-3)
- Meeste doelpunten door één club tijdens één wedstrijd: PSV - Feyenoord (10-0)
- Grootste thuiszege: PSV - Feyenoord (10-0)
- Grootste uitzege: de Graafschap - Ajax (0-5)
- Meeste bezoekers Eredivisiewedstrijd: 51.300 tijdens Ajax - Feyenoord (2-0)
- Wedstrijd met de meeste buitenlanders in het basisteam: 19, tijdens AZ - FC Groningen

## Spelers
- Meeste wedstrijdminuten in de Eredivisie: Remko Pasveer (Heracles Almelo), Jelle ten Rouwelaar (NAC Breda), Boy Waterman (De Graafschap), Gregory van der Wiel (AFC Ajax), 2880 minuten.
- Jongste speler in de Eredivisie: Zakaria Labyad (PSV), geboren op 9 maart 1993
- Oudste speler in de Eredivisie: Rob van Dijk (Feyenoord), geboren 15 januari 1969
- Langst niet gepasseerde keeper in de Eredivisie: Nikolaj Michajlov (FC Twente) ruim 4 wedstrijden
- Langst niet gepasseerde verdediging in de Eredivisie: FC Twente ruim 4 wedstrijden
- Meeste wedstrijden "de Nul": Ajax 15 wedstrijden

## Doelpunten
- Meeste doelpunten in de Eredivisie: Björn Vleminckx (N.E.C.) (23 doelpunten)
- Meeste goals in een Eredivisiewedstrijd: 5 door Kolbeinn Sigþórsson (AZ), tijdens AZ - VVV-Venlo (6-1)
- Meeste wedstrijden achtereen gescoord: Dmitri Boelykin (ADO Den Haag) en Björn Vleminckx (N.E.C.), 4 wedstrijden
- Snelste doelpunt in de Eredivisie: sc Heerenveen - NAC, Amoah na 43 seconden

- Snelste hattrick in de Eredivisie: AZ - VVV-Venlo, Sigþórsson na 26 minuten.
- Snelste eigen goal in de Eredivisie: FC Groningen - NAC, Granqvist na 2 minuten
- Meeste goals in één speelronde: Speelronde 10; 39 goals
- Meest scorende verdediger: Andreas Granqvist (FC Groningen), 11 doelpunten
- Meest scorende middenvelder: Theo Janssen (FC Twente) Siem de Jong (Ajax), 12 doelpunten
- Meest scorende aanvaller: Björn Vleminckx (N.E.C.), 23 doelpunten
- Mounir El Hamdaoui (AFC Ajax) maakte op 21 augustus 2010 de 50.000ste eredivisie treffer ooit

## Kaarten
- Snelste gele kaart in de Eredivisie:
- Snelste rode kaart in de Eredivisie vanaf begin wedstrijd:
- Snelste rode kaart in de Eredivisie vanaf invalsbeurt:
- Meeste gele kaarten tijdens het seizoen:
- Meeste rode kaarten tijdens het seizoen:

## Transfers
- Duurste binnenlandse transfer: Jeremain Lens (van AZ naar PSV voor 6,1 miljoen)
- Duurste transfer van buitenland naar Eredivisie: Marc Janko (van  Red Bull Salzburg naar FC Twente voor 5,5 miljoen)
- Duurste transfer van Eredivisie naar buitenland: Luis Suárez (van Ajax naar  Liverpool FC voor 27,5 miljoen)

2007/08 · 
2008/09 · 
2009/10 · 
2010/11 · 
2011/12 · 
2012/13 · 
2013/14
Lijst van records uit de geschiedenis van de Nederlandse Eredivisie